# Salix qamdoensis
Salix qamdoensis — вид квіткових рослин із родини вербових (Salicaceae).

## Середовище проживання
Ендемік Тибету.